# Héctor Olave
Héctor Olave Vallejos (Valparaíso, 11 de octubre de 1939) es un periodista chileno, Premio Nacional de Periodismo, editor y director de medios de la prensa chilena y latinoamericana.

## Biografía
Héctor Olave Vallejos, conocido como «Tito» Olave, nació en Valparaíso y posteriormente se trasladó a Santiago de Chile, donde estudió la enseñanza primaria en el Windsor School (1945-1950) y posteriormente cursó las Humanidades en el Kent School (1951-1956), también de la capital chilena.
El año 1962 ingresó a la Universidad de Chile para estudiar Periodismo, titulándose en 1965. Ese mismo año partió a la Universidad de Kansas (Estados Unidos), donde cursó un posgrado gracias a una beca de la Sociedad Interamericana de Prensa. Una segunda beca, esta vez de la Readers Digest Foundation, lo llevó en 1967 al World Press Institute en el Macalester College, St. Paul, EE. UU.
Olave partió su carrera profesional en 1962 como reportero del diario Las Últimas Noticias. En 1965, por razones de estudios, viajó a Estados Unidos, desempeñándose allí como reportero del diario universitario Daily Kansan y del Star Ledger, de Newark, EE. UU. En este último hizo una práctica profesional.
En 1968 retornó a Chile para trabajar en el diario El Sur, de Concepción. Allí se desempeñó consecutivamente como jefe de informaciones, subdirector y director subrogante. En marzo de 1971 se casa con María Eugenia Bentsen. Es padre de 4 hijos, Cristián, Bárbara, Juan Pablo y José Tomás Olave Bentsen.
En 1972 fue llamado a Santiago por el diario La Tercera. Allí es nombrado subdirector y luego director subrogante. Permanece en el cargo hasta 1980 cuando pasa a desempeñarse como subeditor de suplementos del diario El Mercurio. El año siguiente asume como editor de servicios informativos. En 1982 pasa a dirigir el diario Las Últimas Noticias, el mismo en el que se había iniciado en el periodismo. 
En 1986 Mario Kreutzberger lo invita a sumarse al proyecto de Sábado Gigante en Miami, donde asume como productor ejecutivo periodístico, cargo que mantiene hasta 1990, cuando pasa a ser asesor de la presidencia de Editorial América, también en Miami.
El año siguiente lo trae de vuelta a Chile, otra vez al diario La Tercera, ahora como director. Se mantendrá en el cargo hasta 1997 cuando parte a Puerto Rico para fundar y dirigir el diario Primera Hora de San Juan. Dos años después asume la dirección ejecutiva del diario El Nuevo Día, también de San Juan.
En 2001 Olave nuevamente retorna a Chile, esta vez como editor general de El Mercurio, cargo que desempeñó durante 10 años,
jubilando a los 71 años de edad. Entre 2011 y 2016 se desempeñó como gerente de Comunicaciones de la Federación de Fútbol de Chile y de Asociación Nacional de Fútbol Profesional. Desde su retiro, en 2016, ha cumplido labores como asesor comunicacional en diversos proyectos de empresas y personalidades.

## Coberturas destacadas
Olave fue enviado especial para cubrir el fatal accidente del vuelo 107 de LAN Chile en la Cordillera de Los Andes (1965), la Asamblea General de la Organización de Estados Americanos, el lanzamiento del Apolo XI en 1969, el conflicto religioso en Irlanda, los Campeonatos Mundiales de Fútbol de Inglaterra (1966) y México (1986), el juicio contra Michael Townley (Washington), y la asunción al mando de Richard Nixon (Washington, 1968) entre otras.

## Cargos desempeñados
Cuando estudiaba en la Universidad de Chile fue elegido como delegado estudiantil en Consejo Directivo de la Federación de Estudiantes de la Universidad de Chile, FECh. Posteriormente, ingresó al Colegio de Periodistas, donde se ha desempeñado como presidente del Consejo Regional Concepción, consejero nacional y miembro del Consejo de Ética. También ha sido vicepresidente mundial del Consejo Asesor de United Press International y vicepresidente regional de la Sociedad Interamericana de Prensa. También es miembro del Círculo de Periodistas Deportivos y del Instituto Mundial de la Prensa.

## Premios
Premio Embotelladora Andina (1979); Alfredo Moreno Aguirre al Mejor Periodista por trayectoria (1988); Medalla de Plata Diego Portales al Mejor Periodista del Año (1993); Colegio de Periodistas al Mejor Director de Diario (1994); Comité Olímpico de Chile al Mejor Columnista por Tito Justo Livio (1995); Editorial Los Andes al Mejor Periodista del Año (1996); Excelencia de la UNIACC al Mejor Periodista del Año (1996); Premio Internacional de Comunicación, otorgado por el gobierno de la República de China en Taiwán (1996); y Premio Nacional de Periodismo (2003); y Premio Carmen Puelma (2006).

## Su rol como docente
Profesor de la cátedra Entrevista de la Universidad Católica; Profesor de la cátedra Periodismo Informativo (I y II), en la Universidad de Chile; y profesor de la cátedra Periodismo Informativo (I), en la Universidad UNIACC.